# Февруарска революция (1917)
Вижте пояснителната страница за други значения на Февруарска революция.
Февруарската революция е революция в Руската империя, в резултат на която е свалена монархическата династия Романови и е даден ход на промени, довели до преобразуването на държавата в република. В съвременната историография се разглежда като първи етап от Руската революция от 1917 година.:с. 392

## Предпоставки
Февруарската революция е следствие както на неуспехите на Русия в Първата световна война, така и на общественото недоволство от вътрешнополитическата ситуация. То идва да замени първоначалното почти всеобщо одобрение на встъпването на Русия в Първата световна война, породено от надежди за бърза и изгодна победа. В началото на 1917 г. руската армия е в „дълбоко“ отстъпление и търпи тежки загуби, страдайки от недостиг на храна, снаряжение и муниции. Масово войниците са деморализирани и настроени отрицателно към перспективите за продължаване на военните действия.
Властта и авторитетът на царя и неговото обкръжение е подронена и от някои предходни събития като Кървавата неделя в Санкт Петербург през 1905 г. – прелюдия към Първата руска революция (1905 – 1907) и възхода и последвалото убийство на фаворита Григорий Распутин. Важна промяна, способствала за рухването на самодържавието, е и създаването на Държавната дума, парламентарна институция, чиито правомощия отначало са силно ограничени и силно орязани, но която се стреми да стане водещ фактор в политиката на страната и има подкрепата на някои видни членове на царската фамилия, които предпочитат Русия да се превърне от абсолютна в конституционна монархия.
През 1917 г. пред руското общество стоят 5 основни неразрешени въпроса: за земята, за селяните, за работниците и за националностите, за войната. Взети заедно, тези противоречия довеждат до нетърпимо социално напрежение.

## Ход на революцията
Непосредствено преди революцията международната блокада, в която се намира Русия, в комбинация с неблагополучията и настъпващият хаос на фронта превръщат адекватното снабдяване на страната, а особено – на столицата – във все по-трудна задача. Обстановката допълнително се усложнява от суровата зима, която сериозно препятства използването с тази цел на железопътния транспорт. Въпреки че всъщност в Петербург има достатъчно количество хляб и други продоволствия, затруднените доставки подтикват правителството да обяви планове за въвеждане на дажби и купонна система. Това провокира редица вълнения, подсилени и от развихрилата се хиперинфлация и свързани с нея не съвсем неоснователни слухове за укриване на храни и подхранване на спекула. Стига се до разграбване на магазини и масови стачни действия, които преминават в политически демонстрации и кървави размирици. Доста малобройната, в сравнение с целокупното население на столицата и страдаща от слабо ръководство, градска полиция няма ресурс за справяне с едно толкова широкомащабно недоволство, а нарежданията на царя войската да се разправи с демонстрантите не се изпълняват. Обратното – войниците, включително тези от гвардейския Павловския полк, масово се присъединяват към действията им и подпомагат въоръжаването им. Царят първоначално отказва да повярва на доклада на председателя на Думата Родзянко, който съобщава в телеграма до царя: „Столицата е в хаос. Управлението е неспособно да реагира. Транспортната инфраструктура е разрушена, запасите от храна и гориво са напълно изчерпани. Има безразборна стрелба по улиците. Спешно трябва да се сформира ново правителство. Не трябва да се отлага, защото последиците ще са фатални“. Царят отказва предложението за сформиране на ново правителство, което да се ползва с повече доверие и нарежда разпускане на Думата, но заповедта му не се изпълнява. На 27 февруари след масово преминаване на войници на страната на стачкуващите са превзети арсеналът и Петропавловската крепост и фактически революцията побеждава. Започват арести на царските министри и създаване на нови органи на властта – съвети на работническите и войнишките депутати. Първият е Петроградският съвет (Петросъвет), оглавен от Изпълнителен комитет с председател Николай Чхеидзе (меншевик) и заместник Александър Керенски (есер). Комитетът поема функцията за опазване на обществения ред и снабдяване на населението с продоволствие, но с ограничен успех, предопределен от предходните събития. Комитетът си поставя за задача и демократизирането на армията, чрез въвеждане на изборност на командирите и разрешаване на политическата агитация. В края на февруари Петроградският военен гарнизон преминава на подчинение на Петросъвета. По същото време от членове на Държавната Дума, която в това време, според царската заповед, е трябвало да бъде разпусната, се образува друг управленски орган – Временен Комитет на Държавната Дума. Първоначално и двете формирования претендират за върховенство, но впоследствие (1 март) провеждат преговори, на които Съветът признава властта на Временния комитет, но запазва властта си над войските, което му дава преимущество в случай на бъдещ конфликт с него.
Още на 28 февруари царят решава да се отправи към Петроград, но влакът му е спрян по пътя от разбунтували се железничари и отклонен към Псков, където е щабът на Северозападния фронт. Главнокомандващите на армията, с изключение на адмирал Колчак, под натиска на събитията, предлагат на царя да абдикира от престола. Първоначално императорът се отрича от престола в полза на сина си Алексей, но размисля и на 2 март обявява за свой заместник брат си Михаил Александрович. Последният отказва да приеме властта и обявява, че ще стане император само ако поддръжниците му (и на конституционната монархия, за чиято кауза е той) бъдат мнозинство в следващата Дума. На евентуалното възшествие на великия княз попречва последвалата Октомврийска революция, под ръководството на болшевиките. Практически 3 март 1917 г. става последният ден на монархията в Русия. Въпреки че по същество е решено и уточнено, включително и от него самият, че царят вече няма да е държавен глава и републиканското управление се е наложило като идея, а нов цар е възможно изобщо да не бъде поставен, вече бившият монарх има все още значително влияние и се предполага, че ще участва по някакъв, вероятно – ръководен – начин в бъдещия политически живот на страната. В този смисъл му е предоставена възможността да определи началника на новообразуващото се Временно правителство. Той препоръчва авторитетната и предпочитана и от републиканците фигура на княз Георги Лвов, който в две последователни правителства – съставени основно от бивши членове на Съвета и на Комитета – е министър-председател и е последван на този пост от Александър Керенски (набрал висока популярност юрист и професионален политик, който при Лвов заема важни министерски кресла), който бързо придобива положение много близко до диктатура и влияние сходно с култ към личността, но полага особени усилия, и то с успех, за прокарване на амбициозна програма за буржоазно-демократични реформи. Той успява да се задържи на власт и след опита за военен преврат начело с главнокомандващия генерал-майор Лавър Корнилов. На 1 септември 1917 г. Русия е обявена за република. Междувременно царят и семейството му са заточени в провинцията, с довода за осигуряване на безопасността им (макар впоследствие това да предпоставя и улеснява тяхното избиване на 17 юли 1918 г.), а фракцията на болшевиките окончателно надделява над конкурентната ѝ фракция на меншевиките, към които се числи и Керенски. През октомври-ноември той е свален, а по-късно – и прогонен от страната, а на власт идват болшевиките.

## Последици
Русия остава република от 1917 г. до настоящето – отначало като самостоятелна централизирана република, наследник на Руската империя, после – като Съветска федеративна република, част от СССР, а понастоящем като самостоятелна федеративна република.